# Miroslav (Postupice)
Miroslav (Duits: Miroslaw) is een Tsjechische plaats in de gemeente Postupice, regio Midden-Bohemen, en maakt deel uit van het district Benešov. Het dorp ligt op 5 kilometer afstand van Postupice.
Miroslav telt 42 inwoners (2021).

## Geschiedenis
De eerste schriftelijke vermelding van het dorp dateert van 1381.
Sinds 1960 is Miroslav volledig ondergebracht bij het district Benešov.

## Verkeer en vervoer

### Autowegen
Er leidt een regionale weg naar het dorp.

### Spoorlijnen
Er is geen station in Miroslav. Het dichtbijzijnde station is in Postupice, meer bepaald in Lísek, op zo'n 7,5 kilometer afstand. Dat station ligt aan spoorlijn 222 Benešov - Vlašim - Trhový Štěpánov. De lijn is enkelsporig en werd tussen Benešov en Vlašim in 1895 geopend.

### Buslijnen
Er is één bushalte in het dorp:
| Halte               | Lijn(en) | Traject(en)      | Vervoerder(s) |
| ------------------- | -------- | ---------------- | ------------- |
| Postupice, Miroslav | 758      | Benešov - Vlašim | CŠAD Benešov  |

## Bezienswaardigheden
- Dorpskapel

## Galerij

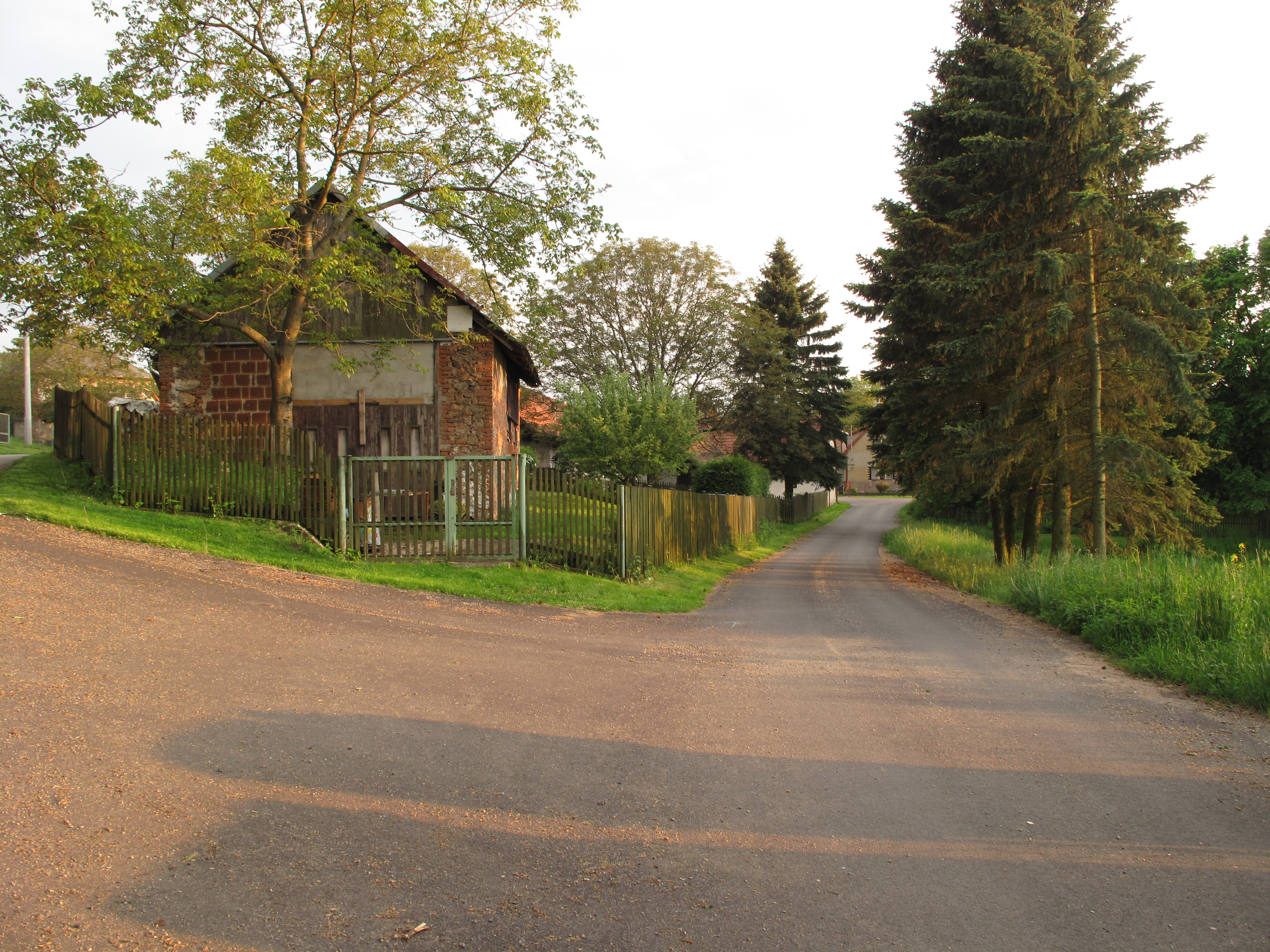
Weg door het dorp (2019)
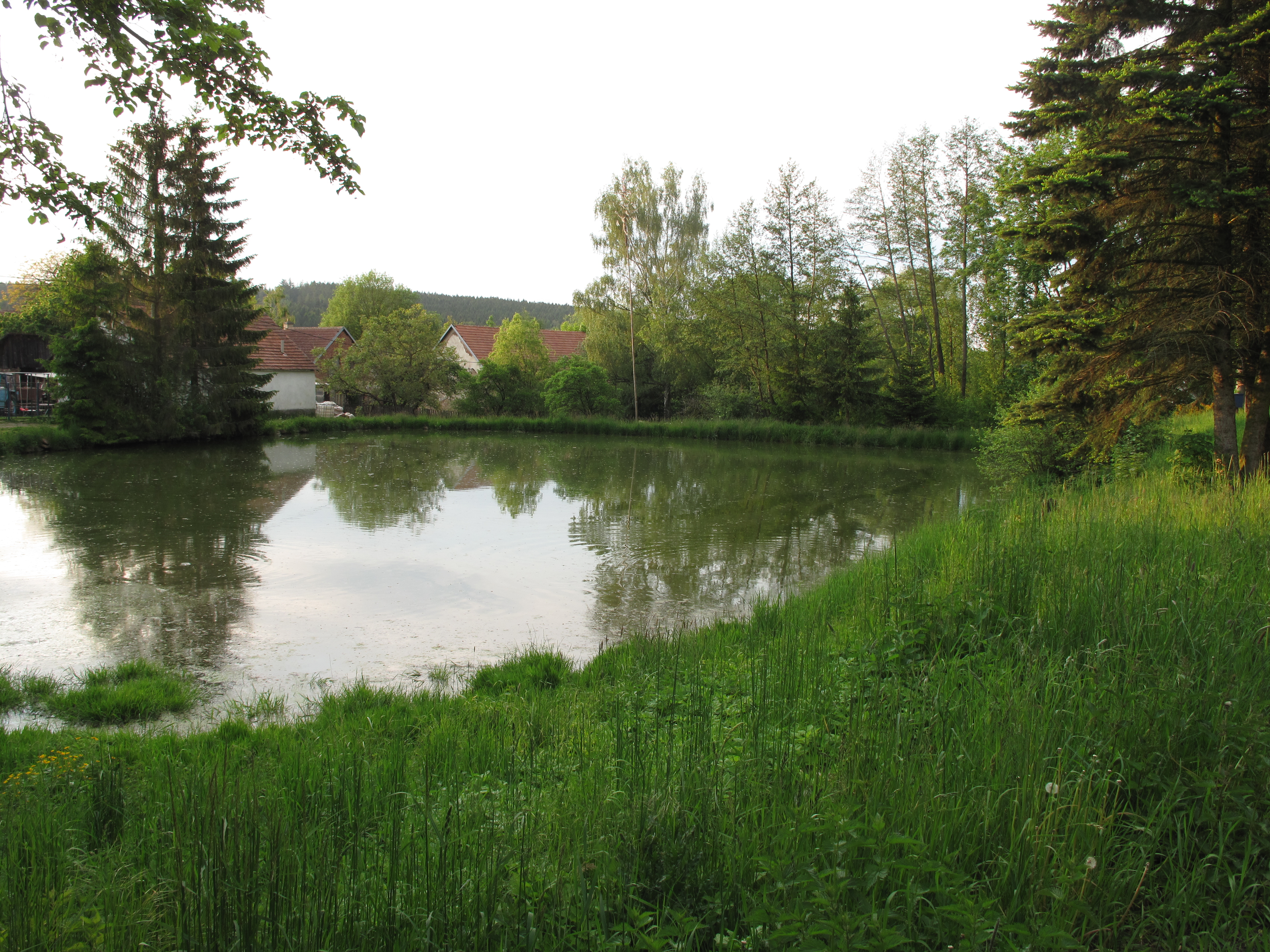
Dorpsvijver (2019)
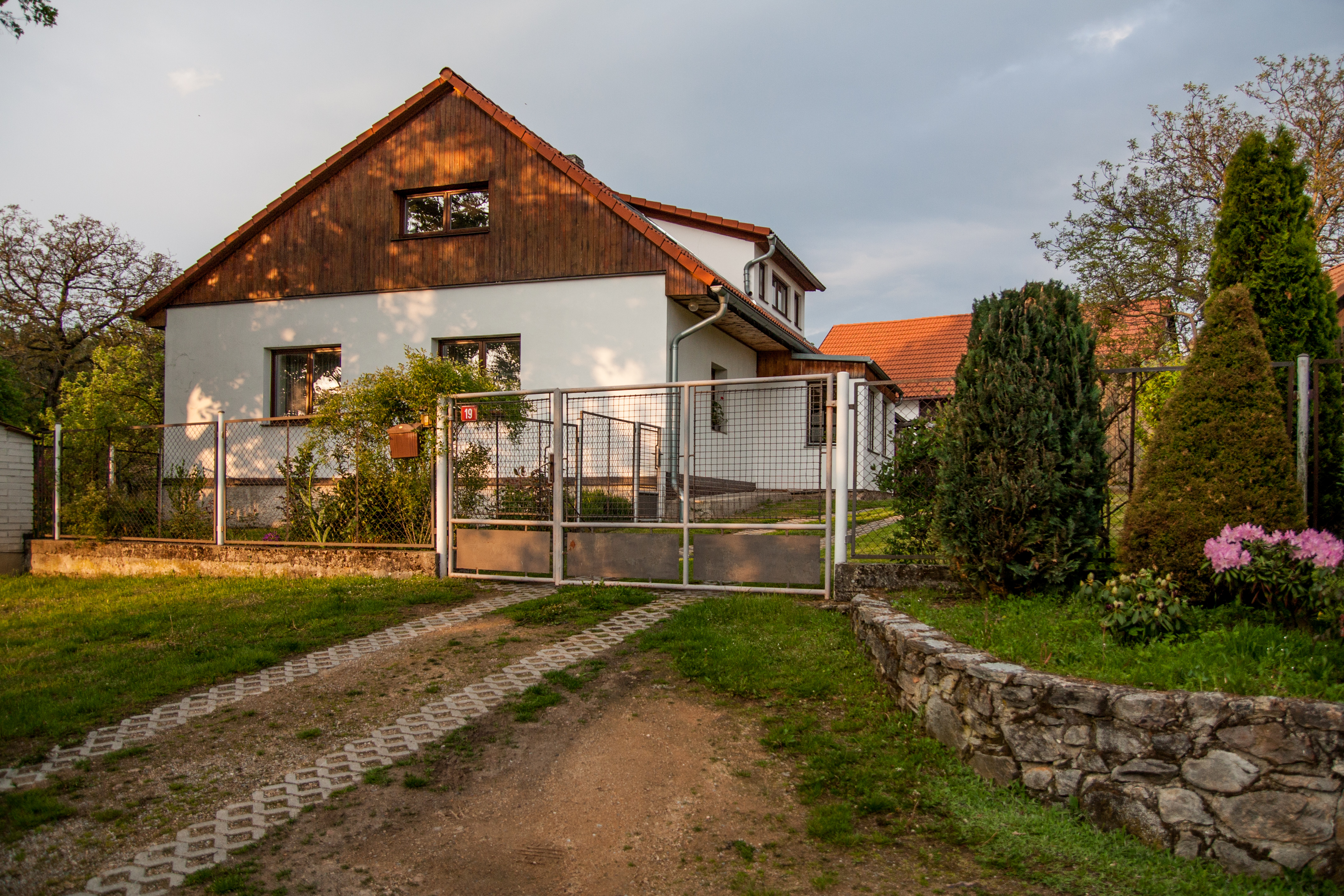
Huis in het dorp (2019)
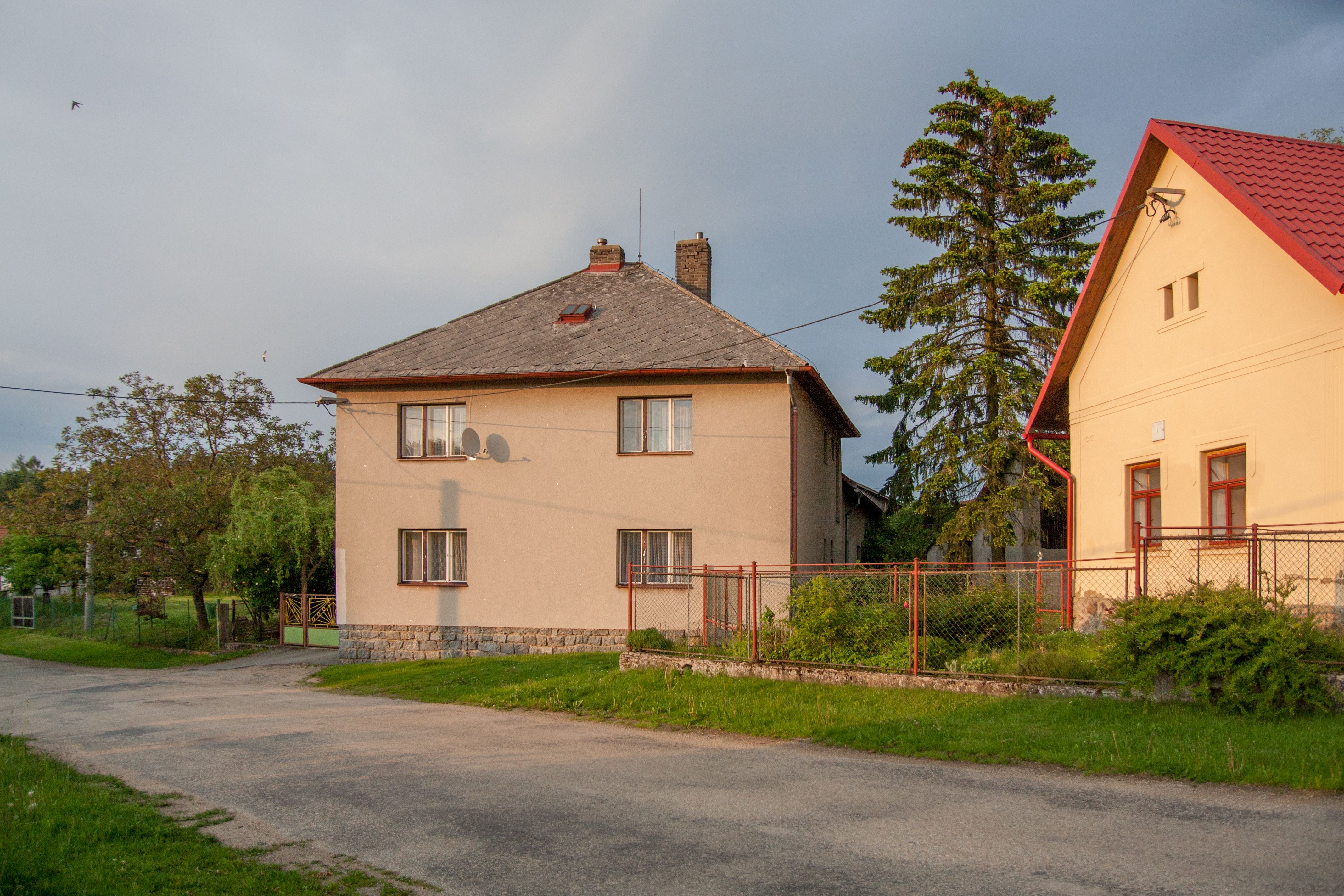
Huizen in het dorp (2019)
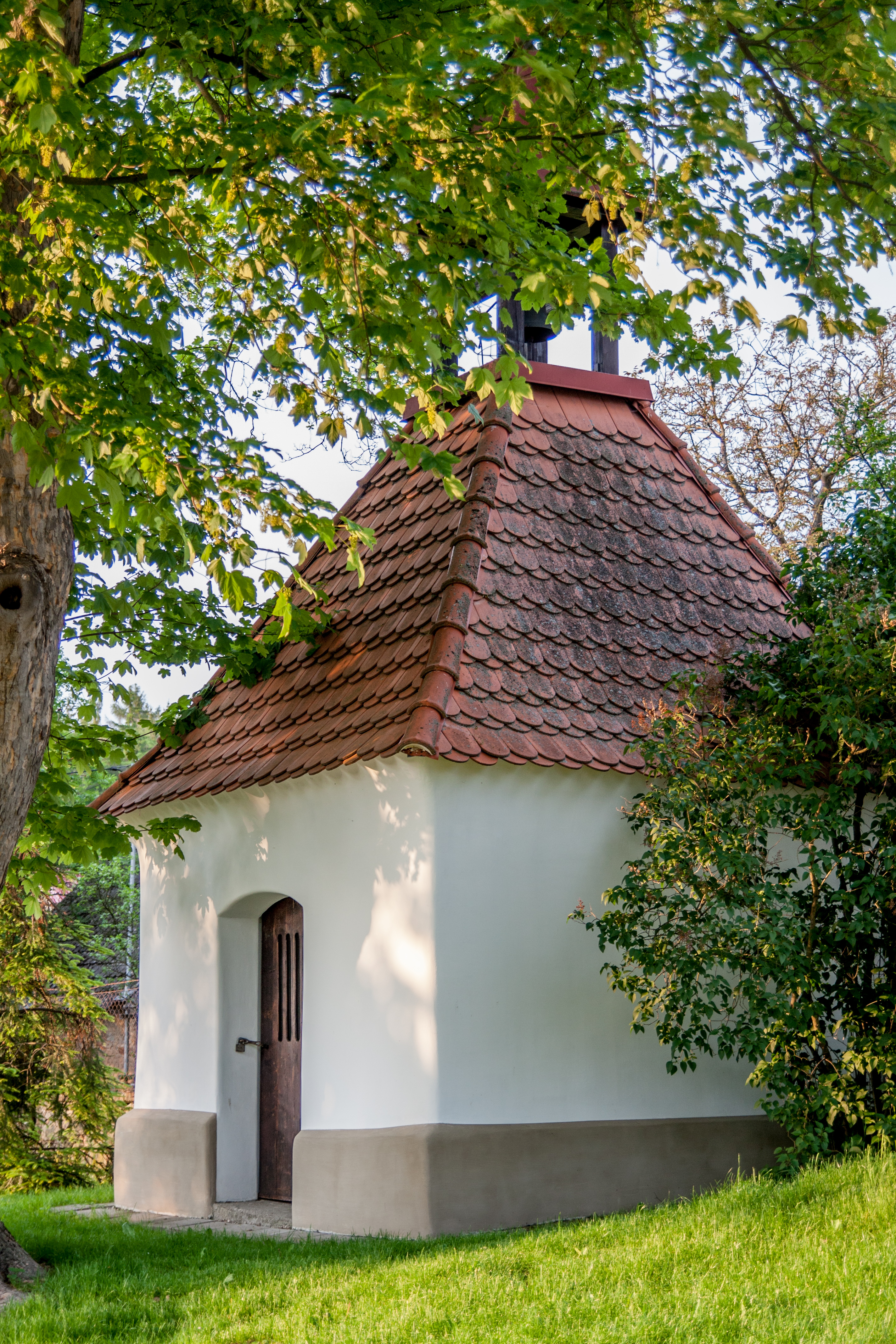
Dorpskapel (2019)